# Zelotes maindroni
Zelotes maindroni este o specie de păianjeni din genul Zelotes, familia Gnaphosidae. A fost descrisă pentru prima dată de Simon, 1905. Conform Catalogue of Life specia Zelotes maindroni nu are subspecii cunoscute.